# Marktkreuz (Airth)

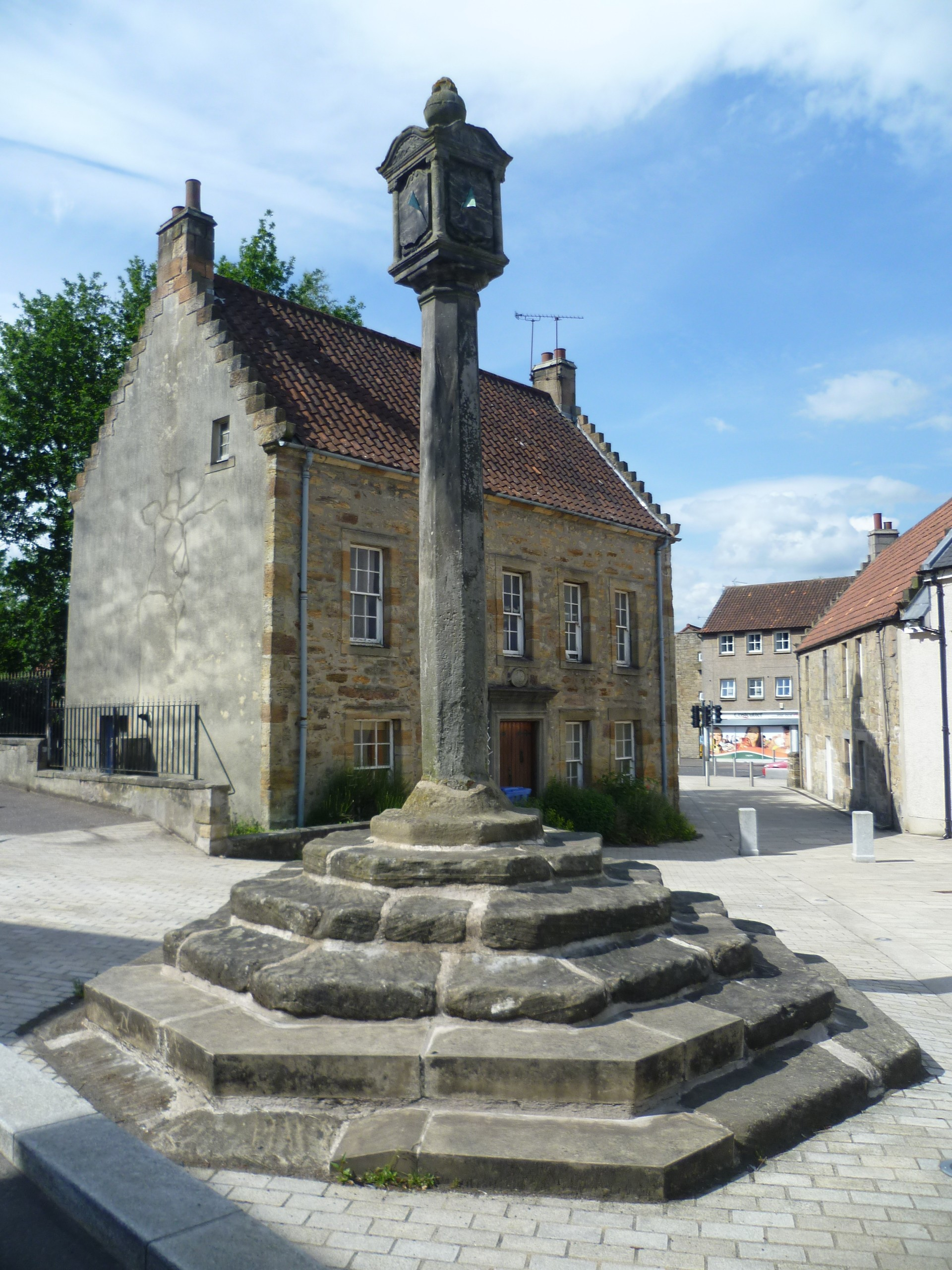
Marktkreuz von Airth

Das Marktkreuz von Airth ist ein Marktkreuz in der schottischen Ortschaft Airth in der Council Area Falkirk. 1972 wurde das Bauwerk in die schottischen Denkmallisten in der höchsten Kategorie A aufgenommen. Eine zusätzliche Einstufung als Scheduled Monument wurde 2016 entfernt.

## Beschreibung
Das Bauwerk liegt im Zentrum von Airth auf einem kleinen Platz am Nordwestende der High Street. Es stammt aus dem Jahre 1697. Es ruht auf einem stufenförmigen Fundament mit oktogonalem Grundriss. Die rund 2,20 m hohe Stele mit oktogonalem Schaft weist nicht die Form eines Kreuzes auf. Auf dem Schaft sitzt ein verzierter, quadratischer Kopf auf, der mit einer Eichel abschließt. Die Südwest- und Südostseiten des Kopfes sind als Sonnenuhren gearbeitet. Die beiden anderen Seiten sind mit Wappen gestaltet und zeigen das Monogramm CE, das für Charles Elphinstone, 9. Lord Elphinstone steht, welcher den Bau des Marktkreuzes veranlasste.